# Meer van Genval

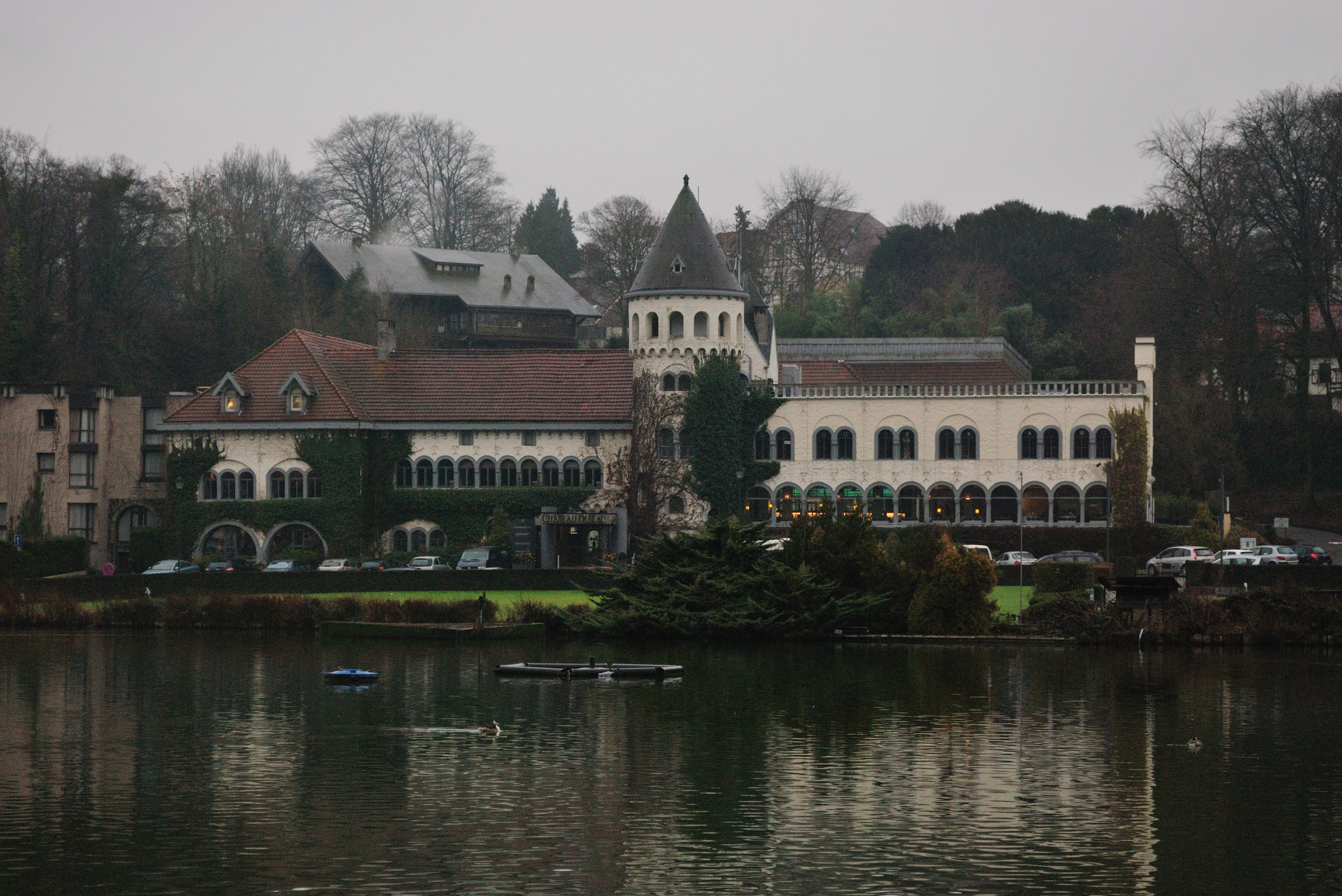
Hotel "Château du Lac"

Het Meer van Genval (Frans: Lac de Genval) is een meer in België, aan de rand van het Zoniënwoud ten zuidoosten van Brussel. Het meer ligt gedeeltelijk in Genval, een deelgemeente van Rixensart in de provincie Waals-Brabant, en gedeeltelijk in Overijse in de provincie Vlaams-Brabant. Het is een kunstmatig meer dat ontstond in 1903 door het aanleggen van kunstmatige oevers rond een moerassig gebied. Rondom het meer liggen enkele bouwwerken uit de belle époque, waaronder het vijfsterrenhotel Martin’s Château du Lac. Na de Eerste Wereldoorlog werd dit bouwwerk verkocht aan John Martin. Tot 1981 werd hier frisdrank van het merk Schweppes geproduceerd.
De omgeving van het meer is heel toeristisch en herbergt onder meer een yachtclub.